# Grumman OV-1 Mohawk
El Grumman OV-1 Mohawk fue un avión de observación táctica diseñado para la vigilancia en el campo de batalla. El prototipo (YAO-1A) voló por primera vez el 14 de abril de 1959, y las entregas de aparatos al Ejército estadounidense comenzaron en 1959 y se prolongaron hasta 1996.

## Desarrollo
A mediados de los años cincuenta, tanto el Ejército como el Cuerpo de Marines de los Estados Unidos redactaron unas especificaciones distintas para la consecución de un aparato de reconocimiento y vigilancia tácticos. Estos requerimientos eran bastante similares, pues exigían la inclusión de una variedad de equipo de reconocimiento, capacidad de operar desde bases mal acondicionadas y características STOL. Todo ello facilitó el acuerdo entre ambos servicios para adoptar un modelo común, y en 1957 la Armada de los Estados Unidos, actuando como directora del proyecto, encargó 9 ejemplares del Grumman G-134 para su evaluación. Estos aparatos fueron designados inicialmente YAO-1A y posteriormente YOV-1A, volando el primero de ellos el 14 de abril de 1959.
Las primeras pruebas dejaron pocas dudas de la excelencia del diseño, pero antes incluso de que el prototipo realizase su primer vuelo, el Cuerpo de Marines de los Estados Unidos se retiró del proyecto, sin que se llegase a construir ningún ejemplar de la versión OF-1 prevista para este servicio. No obstante, el programa de vuelos de pruebas fue acelerado, y, antes de que finalizase 1959, el Ejército de los Estados Unidos había suscrito unos pedidos para la producción en serie del OV-1A y OV-1B, bautizados con el sobrenombre de Mohawk.

## Diseño
El OV-1, primer aparato turbohélice en entrar en servicio con el Ejército estadounidense, es lento pero de gran maniobrabilidad; para disminuir la vulnerabilidad provocada por su escasa velocidad y el tipo de misiones encomendadas está dotado de una cabina considerablemente blindada: piso de aleación de aluminio de 64 mm de grosor, sistema de protección contra impactos antiaéreos en los mamparos de proa y popa, y parabrisas blindados. Aunque la configuración del OV-1 es básicamente convencional, su diseño le convierte en un aparato fácilmente identificable por su poco común aspecto.
Sus principales rasgos distintivos son los motores turbohélice, montados en las alas de manera que éstas dividen las góndolas motrices por la mitad, unidad de cola con tres derivas y otros tantos timones, unos estabilizadores con el suficiente diedro para que las derivas terminales presenten cierta inclinación hacia dentro, cubierta con los costados abombados para proporcionar a los dos tripulantes la mejor visión hacia abajo posible y, como extravagancia final, la versión OV-1B está dotada de un radar de barrido lateral (SLAR) albergado en un contenedor de 5,49 metros.

### Funciones
El Mohawk fue diseñado para realizar misiones de observación táctica sobre el campo de batalla, tarea que pronto demostró que podía cumplir satisfactoriamente.
El despliegue usual del Mohawk consiste en cuatro aparatos para cada división del Ejército; aunque el Mohawk puede ser armado, a partir de 1965 la política del Departamento de Defensa determinó que los aparatos de ala fija del Ejército no transportarían armamento alguno, con el fin de evitar conflictos con los aparatos de apoyo táctico de la Fuerza Aérea de los Estados Unidos. Sin embargo, y tal como ocurrió con muchos otros aparatos estadounidenses, algunos de los Mohawk destacados en Vietnam operaron con armamento subalar.
Los aparatos del Ejército de los Estados Unidos fueron desmovilizados en septiembre de 1996.

## Historia operacional

### Argentina
El Ejército Argentino compró en 1992 aviones OV-1 ex Ejército estadounidense. Fue el primer aparato de combate de ala fija incorporado en la historia de la Aviación de Ejército. Los 25 aviones llegaron en tres tandas, entre diciembre de 1992 y agosto de 1994. Dos aviones adicionales se compraron para repuestos. El ejército los dedicó a entrenamiento, exploración y fotografía. Con todos los ejemplares en la Argentina, el Ejército los distribuyo en tres escuadrones, uno de entrenamiento, uno de exploración y uno de aerofotografía. En 1994 se creó el Escuadrón de Aviación de Exploración y Reconocimiento 601. Las dos unidades con doble mando fueron asignadas a la Escuela de Aviación.
En el año 2000, la unidad pasa a denominarse Escuadrón de Aviación de Apoyo e Inteligencia 601, contando con una estación terrestre para procesar en tiempo real los datos provenientes del sistema SLAR. Pero ya en 1998 la falta de repuestos y el bajo presupuesto hacían que solo 10 aviones estuvieran en servicio, con el resto almacenado o empleado como fuente de repuestos. Tras un accidente en 2006, se decidió dejar en tierra a toda la flota, produciéndose la baja definitiva en el año 2012.

### Estados Unidos

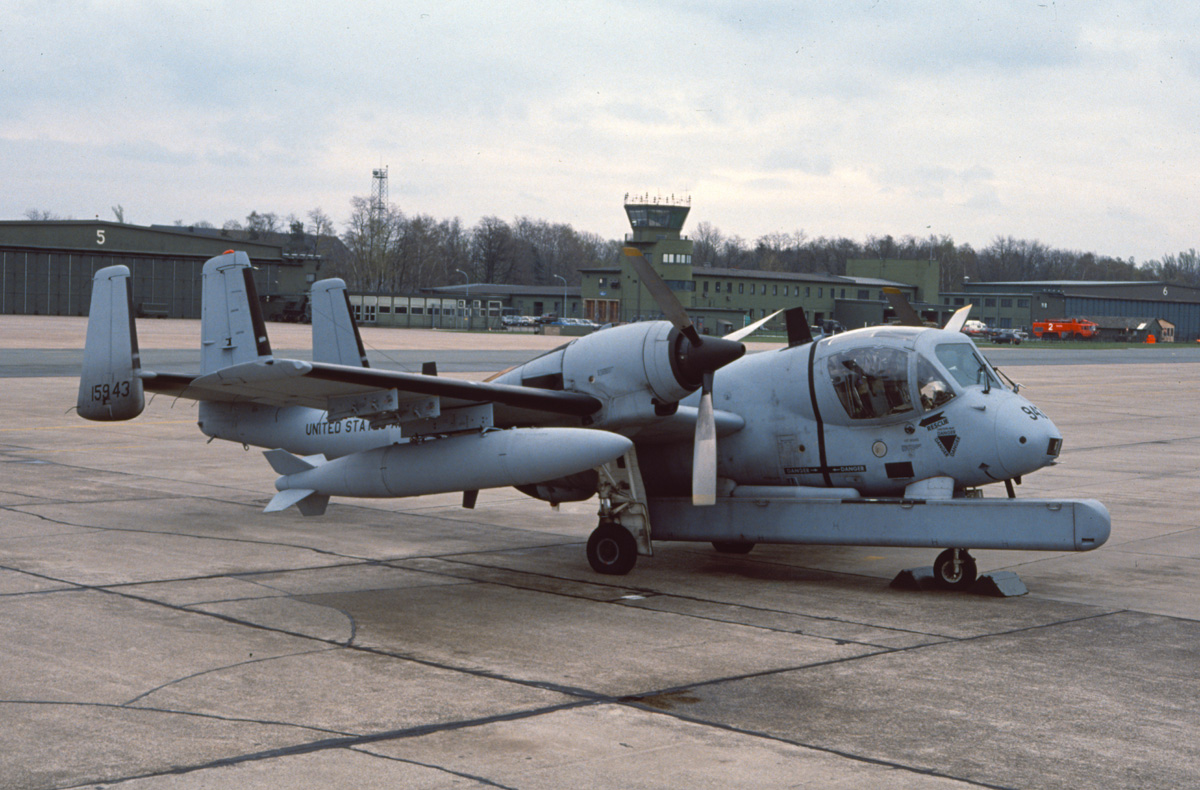
OV-1 basado en Alemania.

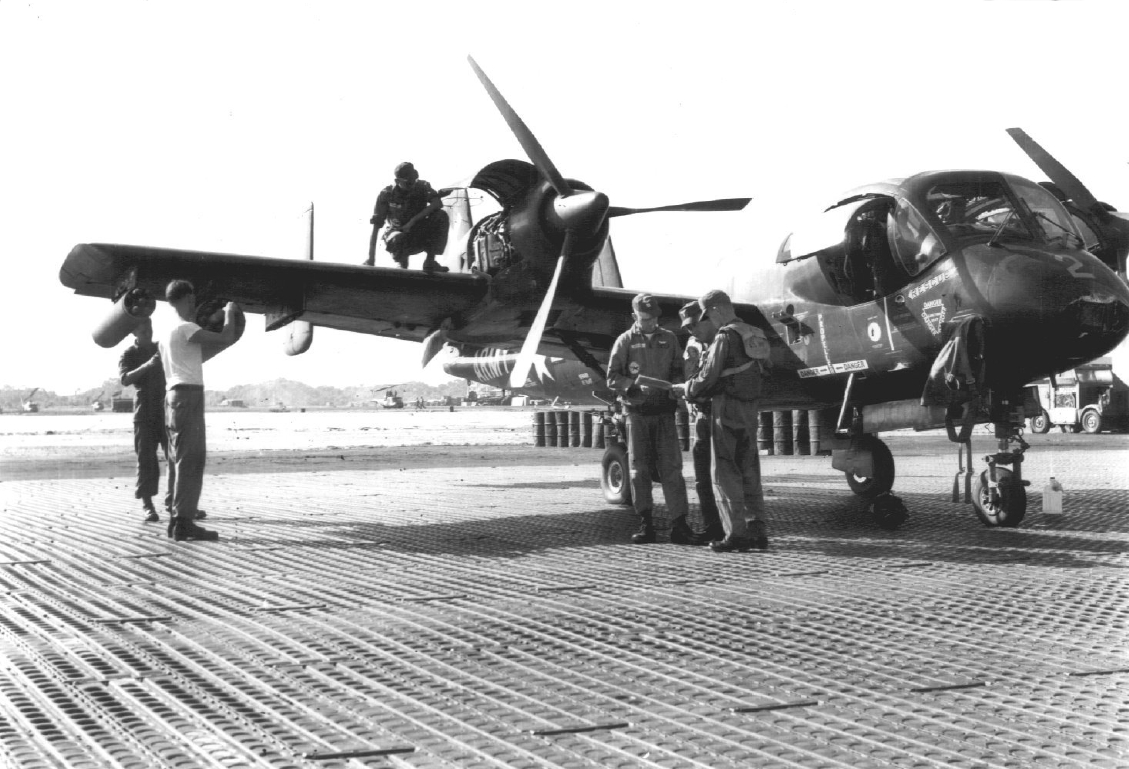
OV-1 Mohawk en una pista avanzada en Vietnam.

El OV-1 nació ante el requerimiento de un avión de observación. Desde el principio de su carrera demostró que podía realizar misiones de vigilancia y reconocimiento, observación táctica, fotografía, inteligencia y misiones de apoyo aéreo. Los OV-1 eran capaces de despegar en distancias cortas y podían operar en condiciones austeras, de este modo podían cumplir su misión de detectar artillería o coordinar el apoyo aéreo cercano. Los Mohawk además de operar satisfactoriamente en Vietnam, también fueron empleados durante la Guerra del Golfo en 1991. A partir de 1992 empezaron a ser dados de baja.
El despliegue normal consistía en cuatro OV-1 para cada división del Ejército. En Vietnam, el OV-1 realizó muchas misiones de combate sobre territorio enemigo, incluyendo el derribo de un MiG-17 norvietnamita alcanzado en pleno vuelo por una salva de cohetes. El piloto reclamó el derribo sobre el Valle A Shau, cerca de la frontera de Laos. Al reclamar el derribo, el piloto reconocía que había incumplido la prohibición de armar su avión. Lo que no hay duda es que el OV-1 volvió a su base con 23 agujeros de 23 mm y los coroneles de la USAF Robin Olds y Daniel James revisaron los informes y dieron por bueno el derribo. En 1969 sería al revés, un OV-1 fue derribado por un MiG. Algunos de los Mohawk destacados en Vietnam se saltaron la prohibición y operaron con armamento. En total, 27 OV-1 Mohawk se perdieron en combate en Vietnam, otros 36 en accidentes.
En realidad, el despliegue en Vietnam del OV-1 empezó en 1962, cuando el 23rd Special Warfare Aviation Detachment(SWAD) llegó a Nha Trang. Dos OV-1A armados con ametralladoras de 12,7 mm y cohetes se asignaron al destacamento, luego llegarían cuatro más. Los OV-1A y JOV-1A comenzaron volando misiones de reconocimiento en Vietnam. Con la excusa de que una vez detectadas tropas enemigas la respuesta sería demasiado tardía, el ejército los armó para así poder atacar también. En Vietnam, varias versiones del OV-1 entraron en combate con las 73rd, 131st, 225th, 244th y 245th compañías. La capacidad de transmitir la información a las tropas en el terreno más rápido que la Fuerza Aérea era otro de los factores que hacían que el OV-1 fuera destacado a Vietnam en el mayor número posible. Sus cámaras infrarrojas podían detectar a las tropas del Vietcong durante la noche. El ejército nunca ha aclaró exactamente cuantos OV-1 fueron convertidos a la versión de apoyo aéreo JOV-1. Sobre el terreno, la USAF no tuvo objeciones en realizar operaciones conjuntas con los OV-1.
Con la experiencia recogida en la guerra de Vietnam, el OV-1 fue desarrollado en variantes mejoradas (motores más potentes, nuevos sensores y mayor longitud de las alas para mejorar la estabilidad y maniobrabilidad). Las misiones de reconocimiento pasaron a ser más electrónicas o en condiciones de baja visibilidad.
Después de Vietnam, los OV-1 se destinaron a Alemania y Corea del Sur. Desde marzo de 1984, aviones OV-1D se desplegaron en Honduras, oficialmente para observar la guerra en El Salvador y oficiosamente para vigilar Nicaragua. En 1991, los OV-1 participaron en la liberación de Kuwait.

### Israel
Estados Unidos prestó a Israel dos OV-1D en 1974 para vigilar el cumplimiento de los acuerdos de cese el fuego de la guerra de Yom Kippur. Los aviones se quedaron en Israel al ser comprados, siendo asignados al 122° Escuadrón en 1974. Allí fueron bautizados Atalef (murciélago). Los aviones se dieron de baja tras ocho años de servicio, ya que Israel eligió emplear drones para realizar las misiones de reconocimiento fotográfico y los E-2C Hawkeye realizaron las de reconocimiento electrónico a partir de 1978. Según algunas fuentes, los OV-1 tomaron parte en las operaciones en Líbano en 1982.

## Versiones

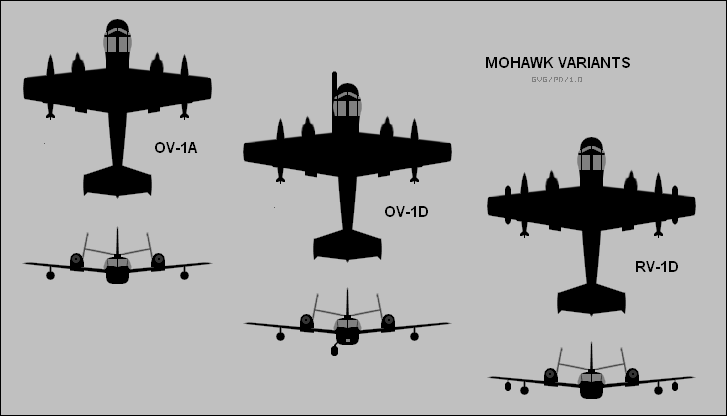
Variantes del OV-1 Mohawk.

La versión básica es el OV-1A, equipado para reconocimiento visual o fotográfico, tanto diurno como nocturno, y provisto de doble mando. El OV-1B, que le siguió en la cadena de montaje, tiene la superficie alar incrementada, SLAR y una cámara interna de procesador en vuelo; el doble mando fue suprimido. La siguiente versión de serie fue la OV-1C, similar a los últimos OV-1A, pero equipado con sistemas de reconocimiento infrarrojo AN/AAS-24. La versión final fue la OV-1D, con puertas de carga laterales para poder admitir un contenedor provisto de SLAR, sistema infrarrojo u otros sensores. Además de los aparatos de serie, muchos OV-1B y OV-1C han sido convertidos al estándar OV-1D. Las designaciones RV-1C y RV-1D se aplicaron, respectivamente, a los OV-1C y OV-1D que estaban asignados permanentemente a las misiones de reconocimiento electrónico.
YAO-1 (YOV-1A)
Prototipos iniciales, 9 construidos.
OV-1A (AO-1AF)
Variante de observación diurna, 64 construidos.
OV-1B (AO-1BF)
Variante con SLAR, 101 construidos.
OV-1C (AO-1CF)
Variante de reconocimiento IR, 169 construidos.
OV-1D
Variante con sensor Consolidated, 37 nuevos y 82 conversiones.
JOV-1A
OV-1A y OV-1C equipados con armamento, 59 conversiones.
RV-1C
Máquinas ELINT Quick Look, dos conversiones.
RV-1D
Máquinas ELINT Quick Look II, 31 conversiones.
EV-1E
Máquinas ELINT Quick Look III, 16 conversiones.
OV-1E
Prototipo de variante modernizada no producida, 1 construido.

## Operadores
Argentina
- Ejército Argentino

 Estados Unidos
- Ejército de los Estados Unidos

 Israel
- Fuerza Aérea Israelí[16]

### Clientes frustrados
Francia evaluó el OV-1 en 1962. Buscaba un avión contrainsurgencia y el OV-1 encajaba tanto en lo que se necesitaba que Breguet llegó a un acuerdo con Grumman para fabricarlo bajo licencia. Breguet quería equiparlo con motores de Havilland Gnome más potentes. Con el fin de la guerra en Argelia, el proyecto se canceló.
Filipinas también buscó un avión contrainsurgencia, y Grumman propuso actualizar 20 aviones OV-1B. Rockwell presentó el OV-10A. Filipinas se quedó sin dinero y tuvo que abandonar sus planes.

## Supervivientes

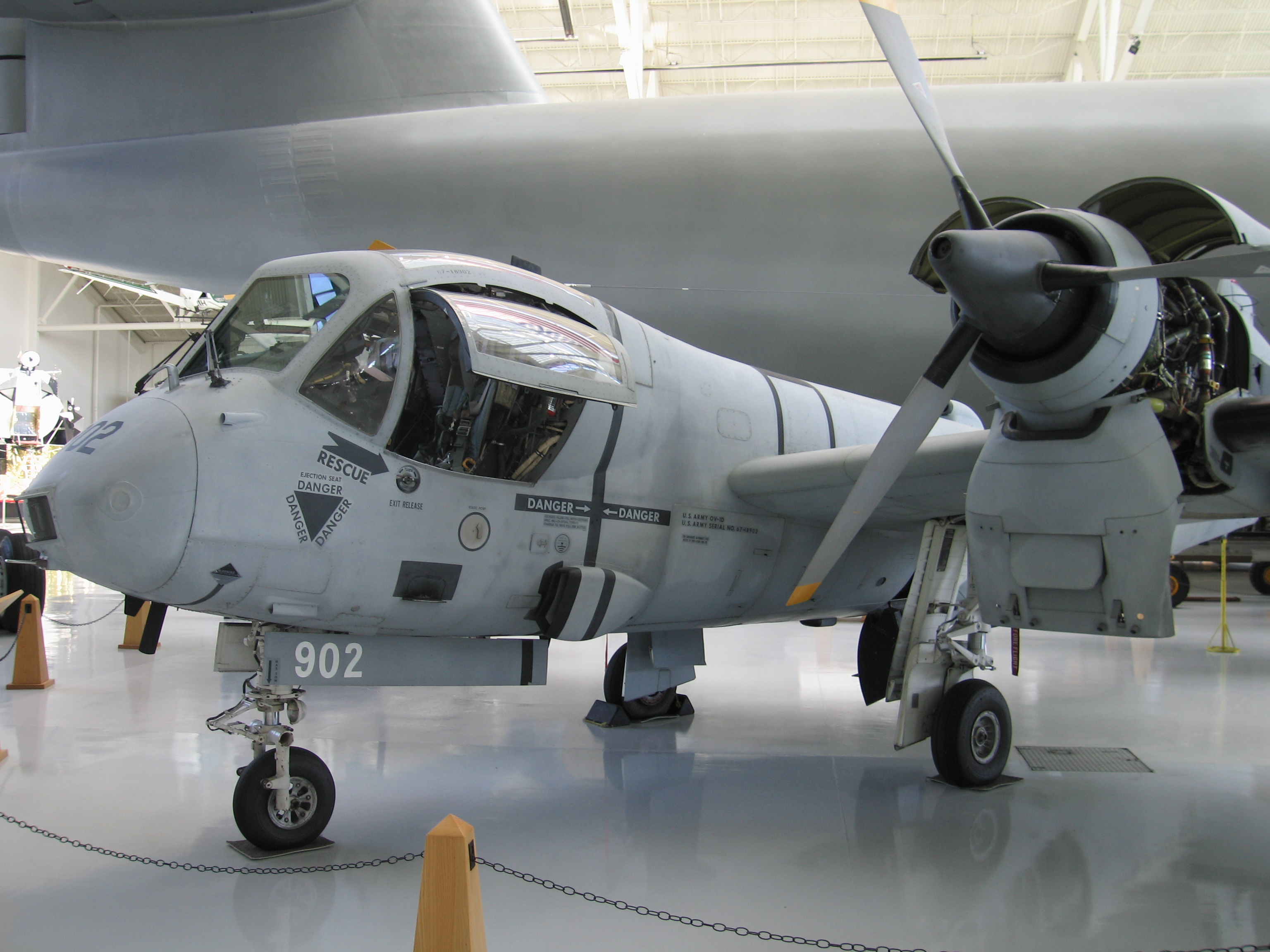
OV-1D Mohawk en el Evergreen Aviation Museum, McMinnville (Oregón).

### En estado de vuelo
- American Wings Air Museum, Blaine (Minnesota): 3 Mohawk (64-14262, 68-15936, y 69-17021).
- Carolinas Aviation Museum: vuela 2 Mohawk en muestras aéreas (874 y 890).
- Cavanaugh Flight Museum:[17] vuela un Mohawk.
- American Warplane Museum: vuela  2 o 3 Mohawk.
- Army Aviation Heritage Foundation Hampton, Georgia: vuela el modelo 631 "B" y el modelo 005 "D".[18]
- Air Heritage Museum, Beaver County Airport, PA: vuela 1 Mohawk.

### En exhibición estática
- Fort Huachuca: mantiene un OV-1D Mohawk estático en la intersección de las calles Hatfield e Irwin.
- Pima Air & Space Museum: lista un OV-1C Mohawk estático (localizado cerca del Hangar #1).
- Evergreen Aviation Museum: exhibe un OV-1D Mohawk estático en su hangar.
- United States Army Intelligence and Security Command Headquarters Building en Fort Belvoir, VA: exhibe un OV-1D estático.
- Valiant Air Command Warbird Museum, Titusville (Florida).
- Hunter Army Airfield, Savannah, Georgia: exhibe un OV-1D estático dedicado a las antiguas tripulaciones del 224th Military Intelligence Battalion (Aerial Exploitation).
- 1st Cavalry Division Museum, Fort Hood (Texas): exhibe un OV-1D estático como parte de la muestra exterior.
- US Army Aviation Museum en Fort Rucker, Alabama: exhibe un OV-1D estático como parte de la muestra exterior en la Red Cloud Avenue.
- Wings of Eagles Discovery Center: tiene un OV-1C en exhibición estática entre su colección.
- OV-1D Mohawk expuesto en la plaza Aviación del Ejército Argentino, Partido de Malvinas Argentinas, Provincia de Buenos Aires, Argentina.

## Accidentes
El 1 de noviembre de 2019, a las 13:15, un Grumman OV-1D Mohawk operado por Mohawk Airshows, se estrelló en Witham Field (SUA, KSUA), Stuart, Florida, durante el Stuart Air Show. El avión resultó destruido y el piloto, muerto. Su número de serie era 68-15958.

## Cultura popular
En el primer episodio de la serie de televisión El trueno azul, el archienemigo (PVC) del piloto protagonista usa uno de estos aviones para enfrentarse al super-helicóptero.

## Especificaciones (OV-1D Mohawk)
Referencia datos: Jane's Civil and Military Aircraft Upgrades 1994–95

### Características generales
- Tripulación: Dos (un piloto y un observador)
- Longitud: 12,5 m (41 ft)
- Envergadura: 14,6 m (48 ft)
- Altura: 3,9 m (12,7 ft)
- Superficie alar: 33 m² (355,2 ft²)
- Perfil alar: NACA 2412
- Peso vacío: 5468 kg (12 051,5 lb)
- Peso cargado: 7051 kg (misión IR)
- Peso máximo al despegue: 8215 kg (misión SLAR)
- Planta motriz: 2× turbohélice Avco Lycoming T53-L-701.
  - Potencia: cada uno.
- Alargamiento: 5,35:1
- Capacidad de combustible: 1040 l (interna)

### Rendimiento
- Velocidad nunca excedida (Vne): 720 km/h (447 MPH; 389 kt)
- Velocidad máxima operativa (Vno): 460 km/h (286 MPH; 248 kt) (misión SLAR), 490 km/h (misión IR)
- Velocidad crucero (Vc): 333 km/h (207 MPH; 180 kt) (económico)
- Alcance: 1520 km (821 nmi; 944 mi) (misión SLAR, depósitos externos), 1630 km (misión IR, depósitos externos)
- Techo de vuelo: 7620 m (25 000 ft)
- Régimen de ascenso: 17,6 m/s (3466 ft/min) (misión SLAR)
- Despegue hasta 15 m (50 pies): 358 m
- Aterrizaje desde 15 m (50 pies): 320 m

## Aeronaves relacionadas

### Aeronaves similares
- FMA IA 58 Pucará
- North American Rockwell OV-10 Bronco

### Secuencias de designación
- Secuencia G-_ (interna de Grumman): ← G-127 - G-128 - G-132 - G-134 - G-159 - G-164 - G-191 →
- Secuencia AO-_ (Aviones de Observación del Ejército estadounidense, 1956-1962): AO-1 - AO-2 - AO-3
- Secuencia O_F (Aviones de Observación de la Armada estadounidense, 1922-1962 (Grumman, 1931-1962)): OF
- Secuencia _V-_ (Aeronaves STOL/VTOL estadounidenses, 1962-presente): OV-1 - CV-2 - XV-3 - XV-4 →